# 141 г. пр.н.е.
141 (сто четиридесет и първа) година преди новата ера (пр.н.е.) е година от доюлианския (Помпилийски) римски календар.

## Събития

### В Римската република
- Консули са Гней Сервилий Цепион и Квинт Помпей.
- Квинт Фабий Максим Сервилиан и армията му са победени и обкръжени от вожда Вириат. Двамата сключват договор, който признава териториите на бунтовниците, а самият Вириат е обявен за „приятел и съюзник“ на Рим. Римският народ потвърждава договора.[1]
- Сенатът признава Симон Хасмоней за независим владетел.[2]

### В Азия
- Хан Уди става император на Китай.
- Царят на партите Митридат I окупира Южна Месопотамия.[3][notes 1]

## Починали
- Хан Дзинди, император от династията Хан (роден 188 г. пр.н.е.)